# Policjantki i policjanci
Policjantki i policjanci – polski serial obyczajowy, który przedstawia pracę i życie wrocławskich policjantów i policjantek pracujących w komendzie miejskiej we Wrocławiu Produkcja ATM Grupa - emitowany od 29 września 2014 roku na antenie TV4.

## Fabuła
Serial przybliża historię czworga, w serii trzeciej i czwartej sześciorga, a od piątej serii ośmiorga głównych bohaterów – policjantów z wydziału patrolowo-interwencyjnego Komendy Miejskiej Policji we Wrocławiu, zarówno od strony zawodowej, jak i prywatnej. Akcja serialu toczy się podczas patrolu ulic Wrocławia, a także podczas interwencji oraz na komendzie. Wszystkie odcinki można obejrzeć w płatnym serwisie Polsat Box Go.
Drugą serię rozpoczął pełnometrażowy film „Pokój 112 – Policjantki i policjanci”, który został obejrzany przez ponad milion widzów, trzecią zaś – „Wierna jak pies. Policjantki i policjanci”.

## Obsada
| PATROL 005           | PATROL 005                                                                                             |
| -------------------- | --- |
| Magdalena Kocoń      | sierżant Daria Włodarczyk (od odc. 1169)                                                               |
| Miłosz Błach         | posterunkowy Bartosz Sołtys (od odc. 1121)                                                             |
| PATROL 006           | |
| Anna Bosak-Machnicka | aspirant sztabowy Natalia Mróz-Korwicka (od odc. 562)                                                  |
| Wojciech Sikora      | aspirant sztabowy Marek Korwicki (od odc. 883)                                                         |
| PATROL 007           | |
| Mariusz Węgłowski    | aspirant sztabowy Mikołaj Białach (od odc. 1)                                                          |
| Paweł Kowalczyk      | podkomisarz Miłosz Bachleda (od odc. 575)                                                              |
| RECEPCJA             | |
| Anna Kukawska        | starszy sierżant Emilia Drawska-Zapała (od odc. 41)                                                    |
| KOMENDANT            | |
| Paweł Okoński        | komendant miejski, naczelnik wydziału patrolowo-interwencyjnego, inspektor Jerzy Witacki (od odc. 705) |
| OFICER DYŻURNY       | |
| Przemysław Puchała   | oficer dyżurny aspirant sztabowy Jacek Nowak (od odc. 58)                                              |
| PROFOS               | |
| Wiesław Cichy        | profos aspirant Adam Kobielak (od odc. 41)                                                             |

Pozostali:
- Wiesław Cichy – profos aspirant Adam Kobielak (od odc. 41)
- Bogusław Kudłek – profos sierżant Juliusz Poniatowski (od odc. 316)
- Paweł Palcat – komisarz Tomasz Szulc – Śledczy z komendy wojewódzkiej, mąż Leny Kamińskiej (od odc. 729)[4]
- Angelika Wójcik – Tamara, żona podkomisarza Miłosza Bachledy (odc. 1060-)

Role drugoplanowe:
- Piotr Kamiński – Kamyk, aspirant z wydziału patrolowo interwencyjnego
- Magdalena Śliwka – Anna Kamińska, córka Leny Kamińskiej (odc. 660-1238 i 1254-1273)
- Paweł Monsiel - Szymon Zieliński aspirant- w stanie spoczynku 
(235-1051 i 1244-1305)[c]
- Magda Malcharek -Aleksandra Wysocka Starszy sierżant-Sierżant w stanie spoczynku 
(odc. 1-560 i 617-623 oraz 1183-1299)[d][5]
- Ignacy Kwieciński – Igor, syn Marka i pasierb Natalii (odc. 920-)
- Łukasz Zatyka – nadkomisarz Lech Motyka, śledczy z Komendy Wojewódzkiej (od 21 sezonu)
- Piotr Świerczewski – Tadeusz, ojciec Bartosza Sołtysa (od odc. 1242)
- Dariusz Dudzik – Tymon Wójcik, technik kryminalistyki (od odc. 1283)

Byli główni bohaterowie:
- Paweł Parczewski – Arkadiusz Papkin, były mąż Natalii Mróz i ratownik medyczny (odc. 720–1010 i 1165–1185)[6][7]
- Emilia Sulej – Ida Szumiec, policyjny psycholog była dziewczyna Mikołaja Białacha (od odc. 851-1157)[8]
- Bartłomiej Golisz – posterunkowy Alan Niedzielski (od odc. 1113–1127)[9]
- Justyna Jeleń – młodsza aspirant Klara Skrzypek, Technik kryminalistyki (odc. 936–1127)
- Wojciech Sukiennik – sierżant sztabowy Krzysztof Zapała (odc. 2–800 i 962–1110)[e]
- Philipp Sienkiewicz – Filip, technik kryminalistyki. Aresztowany w odcinku 1269 (odc. 895-1272)
- Aleksander Stasiewicz – były starszy aspirant Dariusz Wiśniewski – technik policyjny, były wspólnik Renaty Jaskowskiej (odc. 655–1098 i 1298-1301)[10]
- Magda Szczepanek – Joanna Zielińska, starszy posterunkowy w stanie spoczynku (od odc. 391–850 i 973–1051 oraz 1293)[11]
- Maciej Tomaszewski – prokurator Jan Zieliński, ojciec Szymona Zielińskiego
- Małgorzata Kałuzińska – była komendant, młodszy inspektor w stanie spoczynku Renata Jaskowska (odc. 135–746 i 850–1044)[12][13]
- Bartłomiej Piekarski – starszy sierżant Wojciech Niedźwiecki (odc. 473–880)[14][15]
- Maryla Morydz – podkomisarz Zuzanna Kowal (odc 408–755)
- Magdalena Wróbel – sierżant Alicja Morawska-Nowak (od odc. 186–664)[f]
- Laura Samojłowicz – młodsza aspirant Karina Wolniewicz (odc. 500–559)[16]
- Wojciech Medyński – starszy aspirant Borys Jóźwiak (odc. 302–502)[17]
- Honorata Witańska – podkomisarz[g] Karolina Rachwał (odc. 203–493)[18]
- Agata Jakoniuk – posterunkowa Julia Mazurek (odc. 294–395)[19]
- Igor Korus – posterunkowy Mieszko Pawlak (odc. 100–231)[20]
- Małgorzata Szapował – sierżant sztabowy Monika Kownacka (odc. 1–102 i 210)[h]
- Bogdan Banaszek – komendant nadinspektor[i] Wojciech Wysocki (odc. 1–134)
- Arkadiusz Cyran – oficer dyżurny starszy aspirant Marek Dorosz (odc. 1–57)
- Delfina Wilkońska – w potrójnej roli córek komendanta Witackiego (trojaczków): 1. starszy posterunkowy Małgorzata Witacka, asystentka profosa, 2. Zofia Witacka, 3. Barbara Witacka
- Wiktoria Franaszczug – Oliwia Wolańczuk, psycholog, zastępczyni psychologa Oliwiera Wolańskiego
- Alicja Dąbrowska - podkomisarz Lena Kamińska, przebywa na urlopie zdrowotnym z powodu choroby i rezygnuje z pracy (odc. 660-1181)
- Dominik Kania – Antoni „Tosiek” Zapała, syn Krzysztofa i Doroty Zapałów, wychowywany przez Emilkę Drawską-Zapałę

drugoplanowi i epizodyczni:
- Monika Jarosińska – Barbara Konieczna, biologiczna matka Bartosza Sołtysa (odc. 1220-1238)
- Piotr Tokarz – Edward, ojciec Klary Skrzypek
- Renata Pałys – Pani Halina, informator komendy.
- Krzysztof Kuliński – Franciszek Zatoński, ojciec Asi Zielińskiej.
- Wojciech Dąbrowski – sierżant Janusz Żbikowski. (wystąpił tylko w odcinku 705)
- Izabella Bukowska – Beata, właścicielka klubu nocnego.
- Beata Rakowska – Aneta Kowal, matka podkomisarz Zuzanny Kowal, siostra profosa młodszego aspiranta Adama Kobielaka.
- Grzegorz Skrzecz – rzecznik prasowy komendy aspirant sztabowy Radosław Małecki. (odc. 434–535)
- Jolanta Chełmicka – pani Zosia, kucharka.
- Agnieszka Błach – Matylda Mróz, siostra Natalii Mróz, była pracownica agencji detektywistycznej Krzysztofa Zapały, pracowała w straży miejskiej. W odcinku 1274 dowiadujemy się, że nie żyje (odc. 568-1200)[21]
- Aleksander Podolak – ojciec podkomisarz Karoliny Rachwał. (ostatnie wystąpienie w odcinku 308)
- Karolina Owczarz – „Owca”, trenerka Mikołaja Białacha do walki MMA. (odc. 462-512)
- Ryszard Herba – sprzątacz Emil Markowski. (odc. 419–430)
- Aldona Orman – matka podkomisarz Karoliny Rachwał. (ostatnie wystąpienie w odcinku 419)
- Łukasz Dziemidok – Michał Wroński, były chłopak starszej sierżant Aleksandry Wysockiej, zmarł w szpitalu na zawał serca w odcinku 234. (ostatnie wystąpienie w odcinku 234)
- Aneta Zając – dziennikarka Olga Załęcka (odc. 1134 i 1191-1230)
- Ilona Krawczyńska – dziennikarka, siostra sierżant Darii Włodarczyk (odc. 1187-1205)[22]
- Filip Wałcerz – Oliwier Wolański, psycholog policyjny, został zastrzelony przez aspirant sztabową Karolinę Rachwał w odcinku 299. (odc. 190–234 i 264–299)
- Popek – gangster o pseudonimie „Doktor”, były chłopak i zabójca Kariny Wolniewicz.
- Włodzimierz Adamski – p.o. komendanta podinspektor Przemysław Kwieciński. (odc. 33–41)
- Marta Leleniewska – starsza sierżant Beata Gruda (zwolniona i umieszczona w zakładzie psychiatrycznym za porwanie i usiłowanie zabójstwa starszej sierżant Aleksandry Wysockiej oraz zabójstwo policjanta). (odc. 91-133)
- Aleksander Janiszewski – „Szybki”, policjant z Wydziału Kryminalnego.
- Magdalena Narożna – Alicja, wokalistka, która nawiązała współpracę z Jagną.
- Łukasz Zatyka - Nadkomisarz, Lech Motyka, oficer śledczy z Wydziału Kryminalnego (odc. 1203-1276)[23]
- Jacek Bąk - Podinspektor, Wiktor Zarzycki, "Łowca cieni" z KMP[24] Podkarpacie (odc.1210)
- Jakub Kucner – doktor Piotr Lawecki, były wspólnik Renaty Jaskowskiej i Krzysztofa Zapały. Poszukiwany przez policję. (odc. 868-1110 i 1172 oraz 1297-1300)[25]

Występy gościnne:
- Karolina Gilon – prowadząca program śniadaniowy (odc. 1132)
- Andrzej Grabowski – generalny inspektor, Tymoteusz Janczura (odc. 1000)
- Krzysztof Ibisz – on sam (odc. 951)
- Katarzyna Cichopek – paparazzo (odc. 164)
- Paweł Orleański – porucznik Król (odc. 1100)
- Łukasz Płoszajski – aktor (odc. 116)
- Wróżbita Maciej – on sam (odc. 900)
- Don Vasyl – Cygański Król (odc. 948)
- Mariusz Majerowski - uczeń (odc. 1178 , 1269)
- Maciek Zaborski - ekoaktywista (odc. 1007), licealista Michał ( odc. 1055), Romek (odc.1073), Roch (odc.1114), Kurier (odc.1171), licealista Maciek (odc.1178), Paweł (odc.1250).

Pozostałe role epizodyczne grają aktorzy-amatorzy lub statyści wyłaniani w castingach.

## Postacie

### Komendanci
| Komendant                               | Odcinki | Uwagi |
| --------------------------------------- | ------- | --- |
| nadinspektor Wojciech Wysocki           | 1–134   | Z przerwą w odcinkach 33–41, został postrzelony |
| p.o. podinspektor Przemysław Kwieciński | 31–41   | Pełnił obowiązki w czasie przebywania inspektora Wysockiego w szpitalu po postrzale                                                                                          |
| p.o. podkomisarz Zuzanna Kowal          | 408–431 | Pełniła obowiązki podczas nieobecności młodszej inspektor Jaskowskiej |
| starszy sierżant Aleksandra Wysocka     | 507–560 | Pełniła obowiązki szefa wydziału patrolowego podczas urlopu macierzyńskiego młodszej inspektor Renaty Jaskowskiej. W odcinku 560 została dyscyplinarnie zwolniona z policji. |
| młodszy inspektor Renata Jaskowska      | 135–704 | Powołana na stanowisko komendanta po zamordowaniu nadinspektora Wysockiego. Zastąpił ją insp. Jerzy Witacki. w odc. 704. Zrezygnowała ze stanowiska.                         |
| p.o. starszy aspirant Jacek Nowak       |         | Pełni obowiązki komendanta w sytuacji, gdy komendant jest nieobecny |
| inspektor Jerzy Witacki                 | 705–    | Powołany na stanowisko komendanta po niespodziewanym zniknięciu Renaty Jaskowskiej w odcinku 704.                                                                            |

### Dyżurni
| Dyżurny                                 | Odcinki     | Uwagi |
| --------------------------------------- | ----------- | --- |
| starszy aspirant Marek Dorosz           | 1–57        | Nieznana przyczyna odejścia. |
| starszy aspirant Jacek Nowak            | 58–660 671– | W 135 odcinku został awansowany na stopień starszego aspiranta. W 660 odcinku został zawieszony w obowiązkach za doprowadzenie do postrzelenia niewinnego człowieka. |
| p.o. młodszy inspektor Renata Jaskowska | 660–661     | Podczas zawieszenia Starszego Aspiranta Jacka Nowaka pełniła obowiązki oficera dyżurnego.                                                                            |
| p.o. podkomisarz Zuzanna Kowal          | 661–671     | Na polecenie komendant Renaty Jaskowskiej pełniła obowiązki oficera dyżurnego.                                                                                       |

## Emisja w telewizji
Uwaga: tabela zawiera daty odnoszące się wyłącznie do pierwszej emisji telewizyjnej; nie uwzględniono w niej ewentualnych prapremier w serwisach internetowych (np. Polsat Box Go).
| Seria                                     | Odcinki                                   | Pierwsza emisja telewizyjna (TV4)         | Pierwsza emisja telewizyjna (TV4) | Pierwsza emisja telewizyjna (TV4) | Pierwsza emisja telewizyjna (TV4) |
| Seria                                     | Odcinki                                   | Sezon                                     | Początek emisji                   | Koniec emisji                     | Pora emisji                       |
| ----------------------------------------- | ----------------------------------------- | ----------------------------------------- | --------------------------------- | --------------------------------- | --------------------------------- |
| 1.                                        | 1–40 (40)                                 | jesień 2014                               | 29 września 2014                  | 9 grudnia 2014                    | poniedziałek–czwartek 19.00       |
| Pokój 112 – Policjantki i policjanci      | Pokój 112 – Policjantki i policjanci      | Pokój 112 – Policjantki i policjanci      | 28 lutego 2015                    | 28 lutego 2015                    | sobota 20.00                      |
| 2.                                        | 41–80 (40)                                | wiosna 2015                               | 2 marca 2015                      | 11 maja 2015                      | poniedziałek–czwartek 19.00       |
| Wierna jak pies. Policjantki i policjanci | Wierna jak pies. Policjantki i policjanci | Wierna jak pies. Policjantki i policjanci | 29 sierpnia 2015                  | 29 sierpnia 2015                  | sobota 20.00                      |
| 3.                                        | 81–132 (52)                               | jesień 2015                               | 31 sierpnia 2015                  | 26 listopada 2015                 | poniedziałek–czwartek 19.00       |
| 4.                                        | 133–184 (52)                              | wiosna 2016                               | 2 marca 2016                      | 1 czerwca 2016                    | poniedziałek–czwartek 19.00       |
| 5.                                        | 185–234 (50)                              | jesień 2016                               | 5 września 2016                   | 30 listopada 2016                 | poniedziałek–czwartek 19.00       |
| 6.                                        | 235–299 (65)                              | wiosna 2017                               | 27 lutego 2017                    | 26 maja 2017                      | poniedziałek–piątek 19.00         |
| 7.                                        | 300–364 (65)                              | jesień 2017                               | 4 września 2017                   | 1 grudnia 2017                    | poniedziałek–piątek 19.00         |
| 8.                                        | 365–429 (65)                              | wiosna 2018                               | 5 marca 2018                      | 1 czerwca 2018                    | poniedziałek–piątek 19.00         |
| 9.                                        | 430–494 (65)                              | jesień 2018                               | 3 września 2018                   | 30 listopada 2018                 | poniedziałek–piątek 19.00         |
| 10.                                       | 495–559 (65)                              | wiosna 2019                               | 4 marca 2019                      | 31 maja 2019                      | poniedziałek–piątek 19.00         |
| 11.                                       | 560–624 (65)                              | jesień 2019                               | 2 września 2019                   | 29 listopada 2019                 | poniedziałek–piątek 19.00         |
| 12.                                       | 625–689 (65)                              | wiosna 2020                               | 2 marca 2020                      | 13 kwietnia 2020                  | poniedziałek–piątek 19.00         |
| 12.                                       | 625–689 (65)                              | jesień 2020                               | 31 sierpnia 2020                  | 15 października 2020              | poniedziałek–piątek 19.00         |
| 13.                                       | 690–720 (31)                              | jesień 2020                               | 16 października 2020              | 27 listopada 2020                 | poniedziałek–piątek 19.00         |
| 14.                                       | 721–785 (65)                              | wiosna 2021                               | 1 marca 2021                      | 28 maja 2021                      | poniedziałek–piątek 19.00         |
| 15.                                       | 786–850 (65)                              | jesień 2021                               | 30 sierpnia 2021                  | 26 listopada 2021                 | poniedziałek–piątek 19.00         |
| 16.                                       | 851–915 (65)                              | wiosna 2022                               | 28 lutego 2022                    | 27 maja 2022                      | poniedziałek–piątek 19.00         |
| 17.                                       | 916–980 (65)                              | jesień 2022                               | 29 sierpnia 2022                  | 25 listopada 2022                 | poniedziałek–piątek 19.00         |
| 18.                                       | 981–1045 (65)                             | wiosna 2023                               | 27 lutego 2023                    | 26 maja 2023                      | poniedziałek–piątek 19.00         |
| 19.                                       | 1046–1110 (65)                            | jesień 2023                               | 4 września 2023                   | 1 grudnia 2023                    | poniedziałek–piątek 19.00         |
| 20.                                       | 1111–1175 (65)                            | wiosna 2024                               | 4 marca 2024                      | 6 czerwca 2024                    | poniedziałek–piątek 19.00         |
| 21.                                       | 1176–1240 (65)                            | jesień 2024                               | 2 września 2024                   | 29 listopada 2024                 | poniedziałek–piątek 19.00         |
| 22.                                       | 1241–1305 (65)                            | wiosna 2025                               | 3 marca 2025                      | 30 maja 2025                      | poniedziałek–piątek 19.00         |
| 23.                                       | od 1306                                   | jesień 2025                               | 1 września 2025                   |                                   | poniedziałek–piątek 19.00         |

Po wyemitowaniu 31 odcinków 12. serii emisję serialu przerwano z powodu epidemii COVID-19 w Polsce; wznowiono ją po kilkumiesięcznej przerwie.

## Oglądalność w telewizji linearnej
Premierowe odcinki nadawane w sezonie jesiennym 2020 roku – tj. drugą połowę serii 12. oraz serię 13. – oglądało średnio 1,22 mln osób (9,1% udziału w paśmie).
Od 29 sierpnia do 23 września 2022 roku premiery serialu śledziło średnio 0,76 mln widzów (6,6% udziału). Serię osiemnastą oglądało w telewizji średnio 0,90 mln widzów (7,6% udziału), serię dziewiętnastą zaś – 0,73 mln widzów (6,1%).

## Spin-off
2 marca 2020 zadebiutował na antenie TV4 Święty – serial przedstawiający dalsze losy Mikołaja Białacha, który odszedł z policji na emeryturę i został sołtysem Uroczyska oraz właścicielem baru Święty Mikołaj. W 804. odcinku „Policjantek…” wrócił do pełnienia służby w policji.